# Platja d'A Lanzada
La platja d'A Lanzada és una de les platges més conegudes de Galícia. Es troba a la parròquia de San Vicente do Grove, en el tram de costa entre O Grove i Sanxenxo, a la província de Pontevedra.
És una platja oberta amb gairebé 3 km de longitud. Té la distinció de Bandera blava i disposa de molts serveis.
Localment rep diferents noms en els seus trams. Des de la punta d'A Lanzada, al sud, s'anomena Area Gorda, després de l'illot d'O Outeiriño o punta Lapa s'anomena praia de Lapa i l'últim tram és la platja d'A Lanzada pròpiament dita.
A la seva rodalia es troben diversos llocs d'interès com la Torre d'A Lanzada, el Castro d'A Lanzada i l'ermita de Nostra Senyora d'A Lanzada, tots ells en el municipi de Sanxenxo.

## Galeria d'imatges

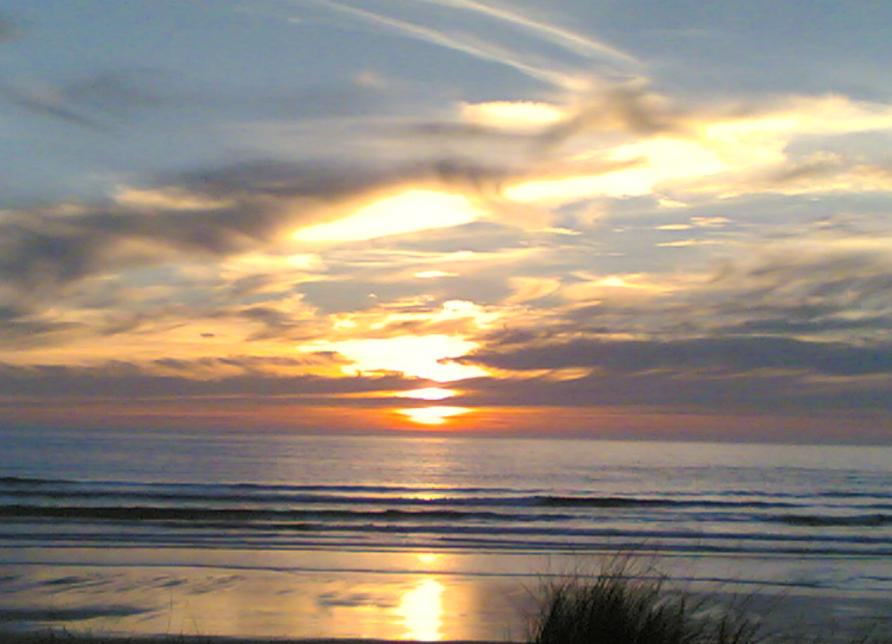
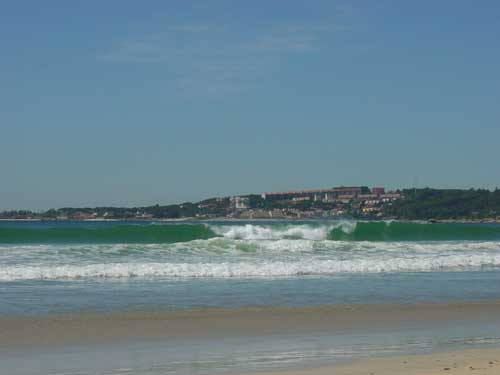
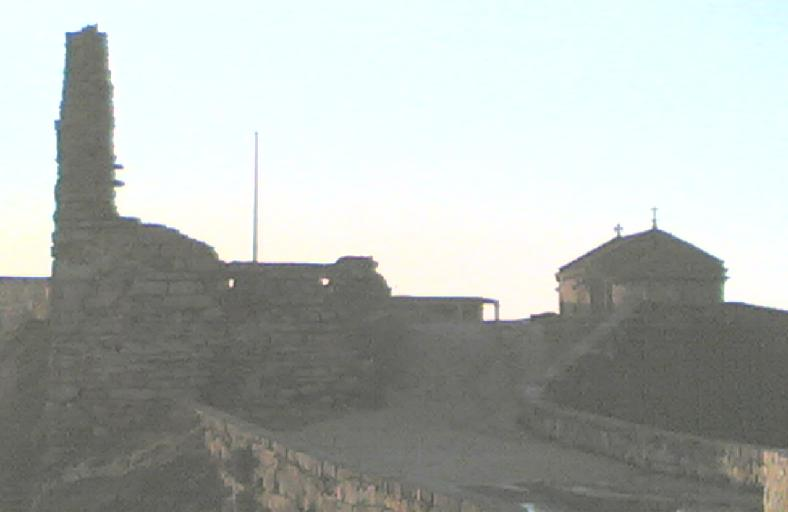
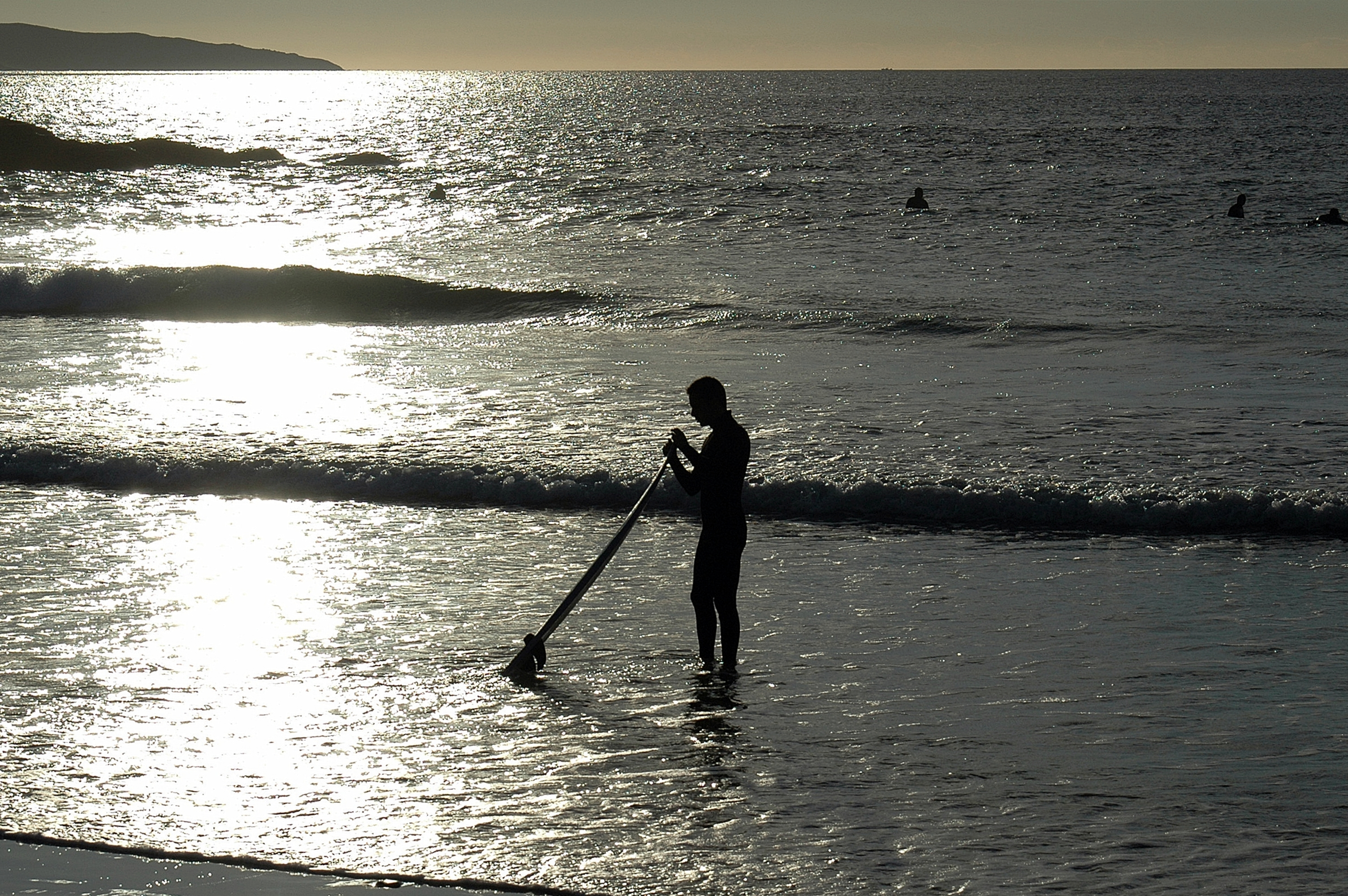
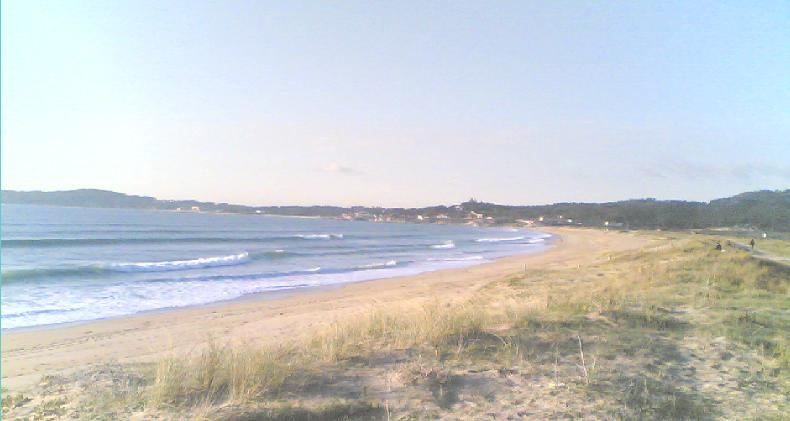